# Stor-Ringsjön
Stor-Ringsjön är en sjö i Strömsunds kommun i Jämtland och ingår i Ångermanälvens huvudavrinningsområde. Sjön har en area på 8,35 kvadratkilometer och ligger 313,1 meter över havet. Sjön avvattnas av vattendraget Svaningsån (Dunnervattenån). Vid provfiske har bland annat abborre, bergsimpa, gädda och harr fångats i sjön.

## Delavrinningsområde
Stor-Ringsjön ingår i det delavrinningsområde (712605-146221) som SMHI kallar för Utloppet av Stor-Ringsjön. Medelhöjden är 380 meter över havet och ytan är 33,86 kvadratkilometer. Räknas de 88 avrinningsområdena uppströms in blir den ackumulerade arean 370,55 kvadratkilometer. Svaningsån (Dunnervattenån) som avvattnar avrinningsområdet har biflödesordning 3, vilket innebär att vattnet flödar genom totalt 3 vattendrag innan det når havet efter 257 kilometer. Avrinningsområdet består mestadels av skog (71 procent). Avrinningsområdet har 8,33 kvadratkilometer vattenytor vilket ger det en sjöprocent på 24,6 procent.

## Fisk
Vid provfiske har följande fisk fångats i sjön:
- Abborre
- Bergsimpa
- Gädda
- Harr
- Lake
- Röding
- Sik
- Öring